# Pseudopachydissus
Genre
Pseudopachydissus est un genre d'insectes coléoptères de la famille des cérambycidés (Cerambycidae), de la sous-famille des Cerambycinae et de la tribu des Cerambycini. Le nom scientifique du genre a  été valablement publié en 1933 par Maurice Pic,.

## Espèces
- Pseudopachydissus annamensis  Vitali, 2015
- Pseudopachydissus rufofemoralis Pic, 1933
- Pseudopachydissus taiwanensis (Hayashi, 1992)
- Pseudopachydissus tamdaoensis (Hayashi, 1992)